# Lago Nero (Pistoia)
Il Lago Nero è un lago montano di origine glaciale, della Montagna Pistoiese. Il suo bacino è una conca formata dall'escavazione di un antico ghiacciaio. 

## Descrizione
Il lago è posto a 1730 m s.l.m. è circondato da imponenti rilievi appenninici che sfiorano i 2000 m s.l.m., in particolare dall'Alpe tre potenze (1.940 m s.l.m.). Deve il suo nome al cupo riflesso che emanano le sue acque, che si immettono nel torrente Sestaione, il maggior affluente del fiume Lima, maggior affluente del fiume Serchio.
Il lago è raggiungibile seguendo il sentiero n. 104 CAI bianco-rosso, a partire dall'Orto Botanico Forestale dell'Abetone nella Valle del Sestaione. In prossimità del lago è presente un rifugio alpino CAI, il Rifugio Lago Nero, con bivacco sempre aperto.

## Flora e fauna

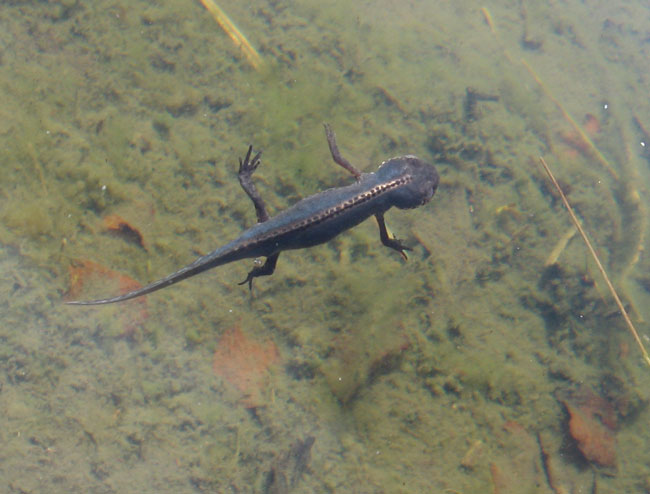
Uno dei numerosi tritoni alpini, che è possibile ammirare nel Lago nero

Nel lago non è presente fauna ittica stanziale, ma sono presenti due specie di tritoni, anfibi protetti, l'alpino e il crestato.  Attorno è possibile osservare la marmotta e l'aquila reale, nonché la pernice. 
Tra la flora da annoverare il mirtillo, il lampone, il pino mugo, una varietà di aglio, il mezereo e il faggio.